# پای هر دو گیر است
پای هر دو گیر است (به انگلیسی: It Takes Two) فیلمی محصول سال ۱۹۹۵ و به کارگردانی اندی تننت است. در این فیلم بازیگرانی همچون کریستی آلی، استیو گوتنبرگ، مری کیت اولسن، اشلی اولسن، فیلیپ بوسکو و جین سیبت ایفای نقش کرده‌اند.